# Groenplaats
Pour les articles homonymes, voir Groenplaats (homonymie).

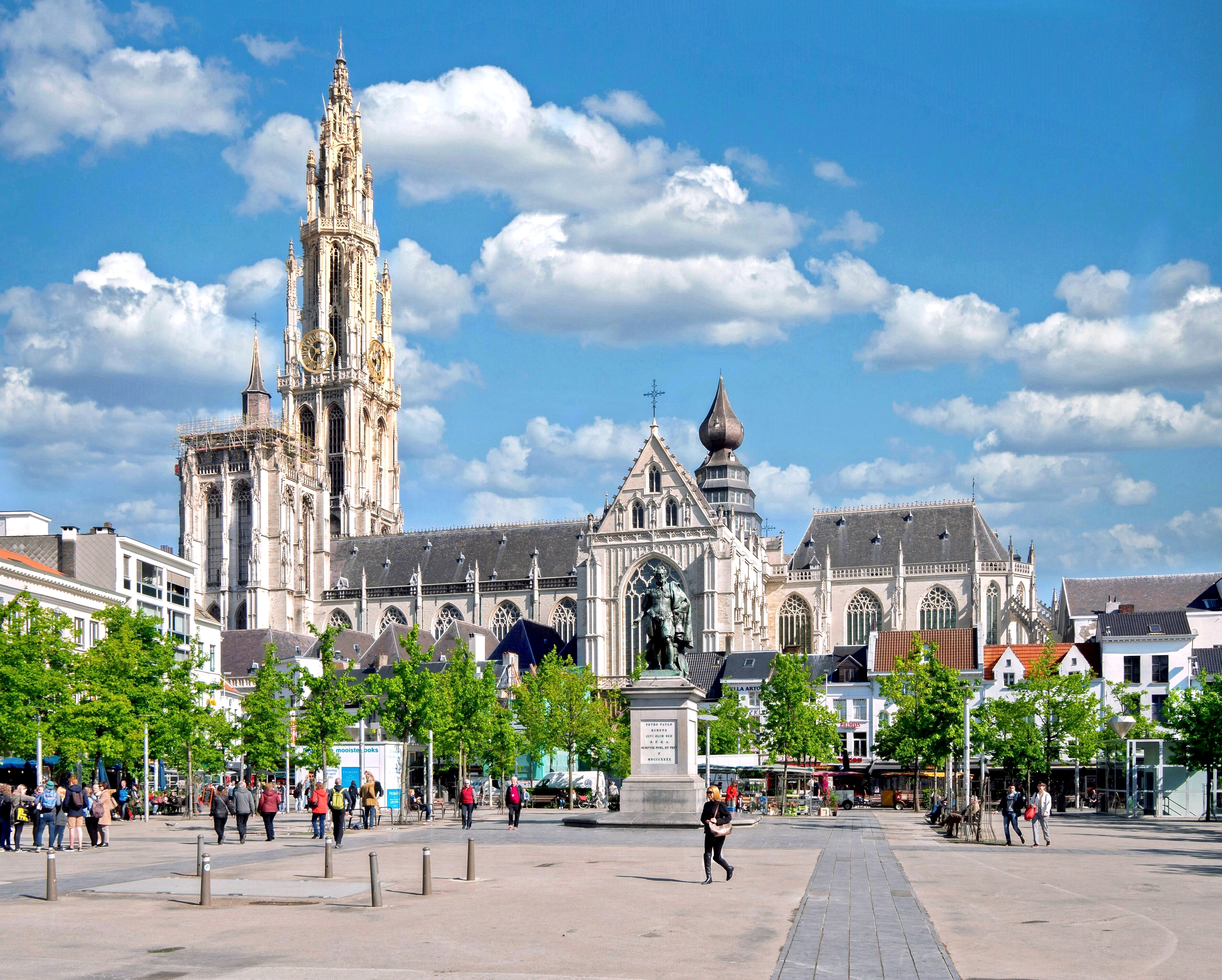
La Groenplaats et la cathédrale Notre-Dame en arrière-plan.

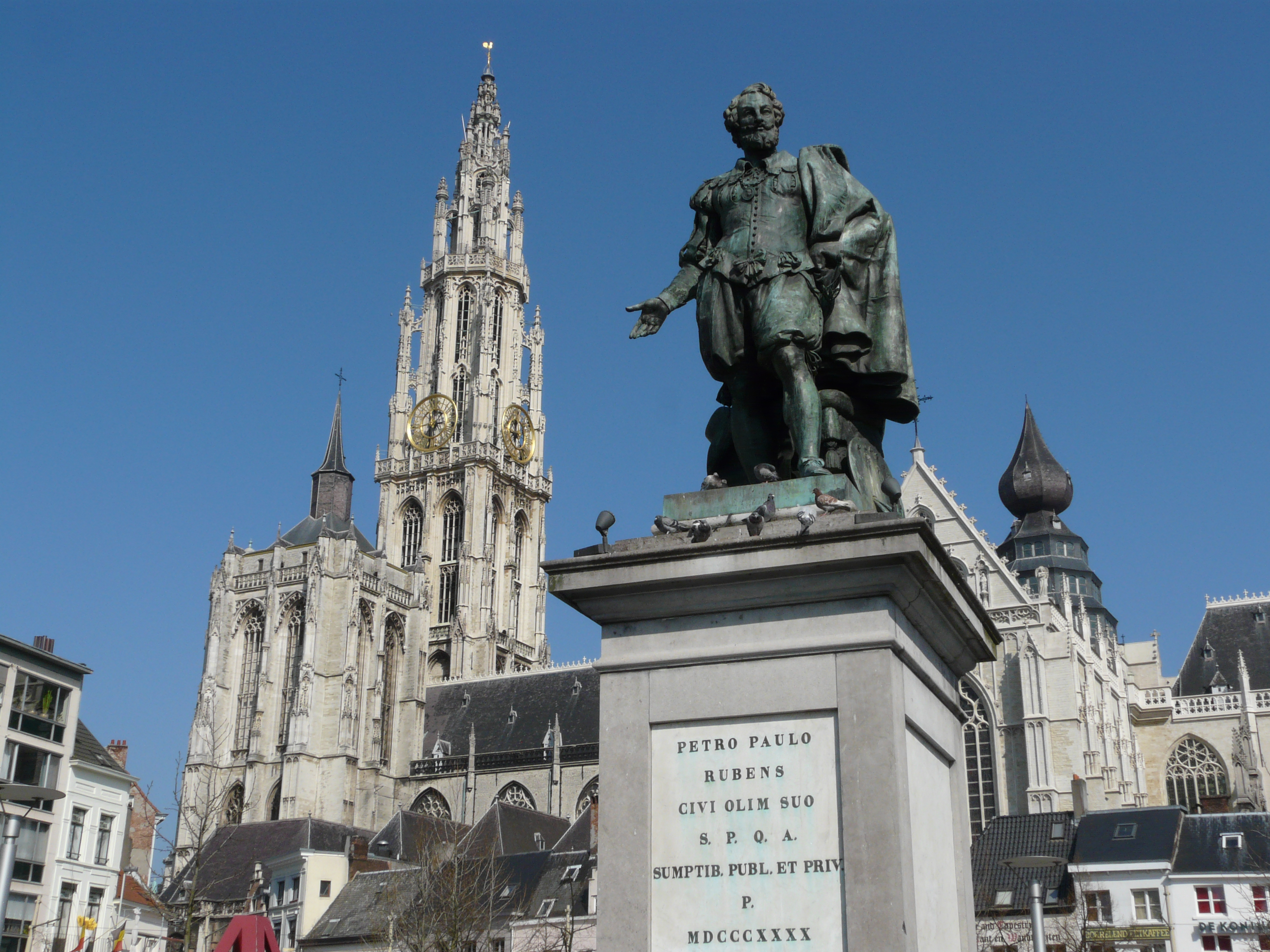
La statue de Pierre Paul Rubens

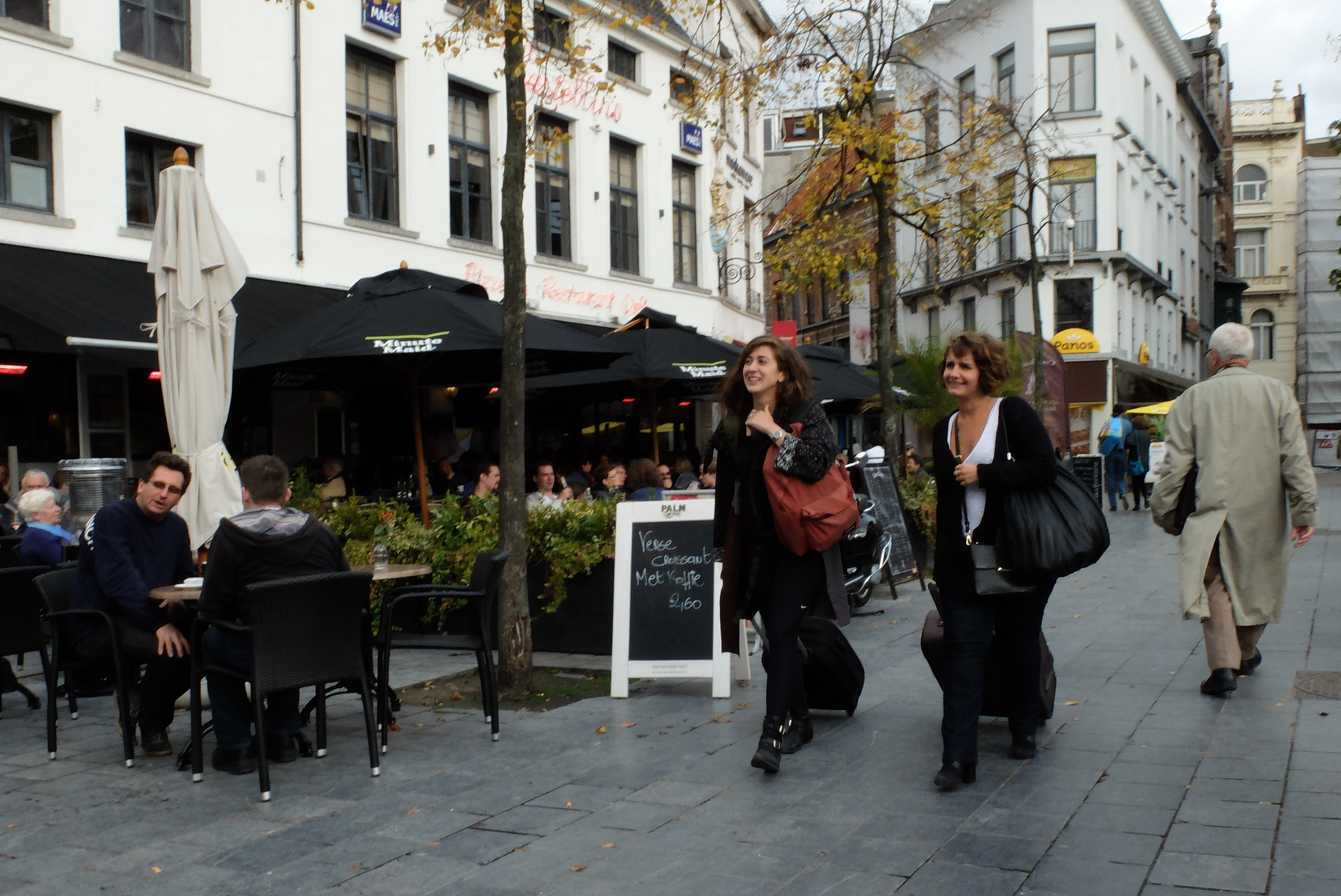
Terrasses sur la Groenplaats

La Groenplaats (en français : place Verte) est une place située dans le centre de la ville belge d'Anvers.

## Sur la place
Au centre de la place se trouve la statue de Rubens, conçue en 1840 par Guillaume Geefs et dévoilée en 1843.
Le monument le plus important situé sur la Groenplaats est la cathédrale Notre-Dame d'Anvers. De plus, de nombreuses façades sur la Groenplaats sont protégées en tant que monuments. Sont également situés ici :
- une statue protégée de Notre-Dame entre les façades des numéros 29 et 30.
- le bâtiment classé de l'hôtel Hilton, ancien grand magasin du Grand Bazar.
- Le (reste du) Karbonkelhuis, également appelé Diamanthuis, construit vers 1520 et l'une des premières maisons de style Renaissance.
- Le bâtiment classé à l'angle de la Geefsstraat, l'ancien hôtel des Galeries Nationales.
- Le bâtiment postal protégé du côté sud de la Groenplaats.

## Historique

### LeGroenkerkhof
Depuis au moins le xiiie siècle, le côté sud de l'église Notre-Dame sert de cimetière anversois, surtout pour les habitants les plus pauvres qui ne pouvaient pas se permettre d'être enterrés dans l'église elle-même. Le cimetière faisait partie d'une assez grande bande de terre allodiale sur laquelle le chapitre avait tous droits et qui était inviolable, située entre les ruines au nord de l'église, la halle aux blés à l'est et la Kammenstraat (nl) au sud. En 1784, l'empereur Joseph II interdit plus longtemps l'utilisation des cimetières à l'intérieur des murs de la ville. Anvers a alors ouvert des cimetières sur le Kiel (nl) et sur l'actuelle Stuyvenbergplein.

### La place

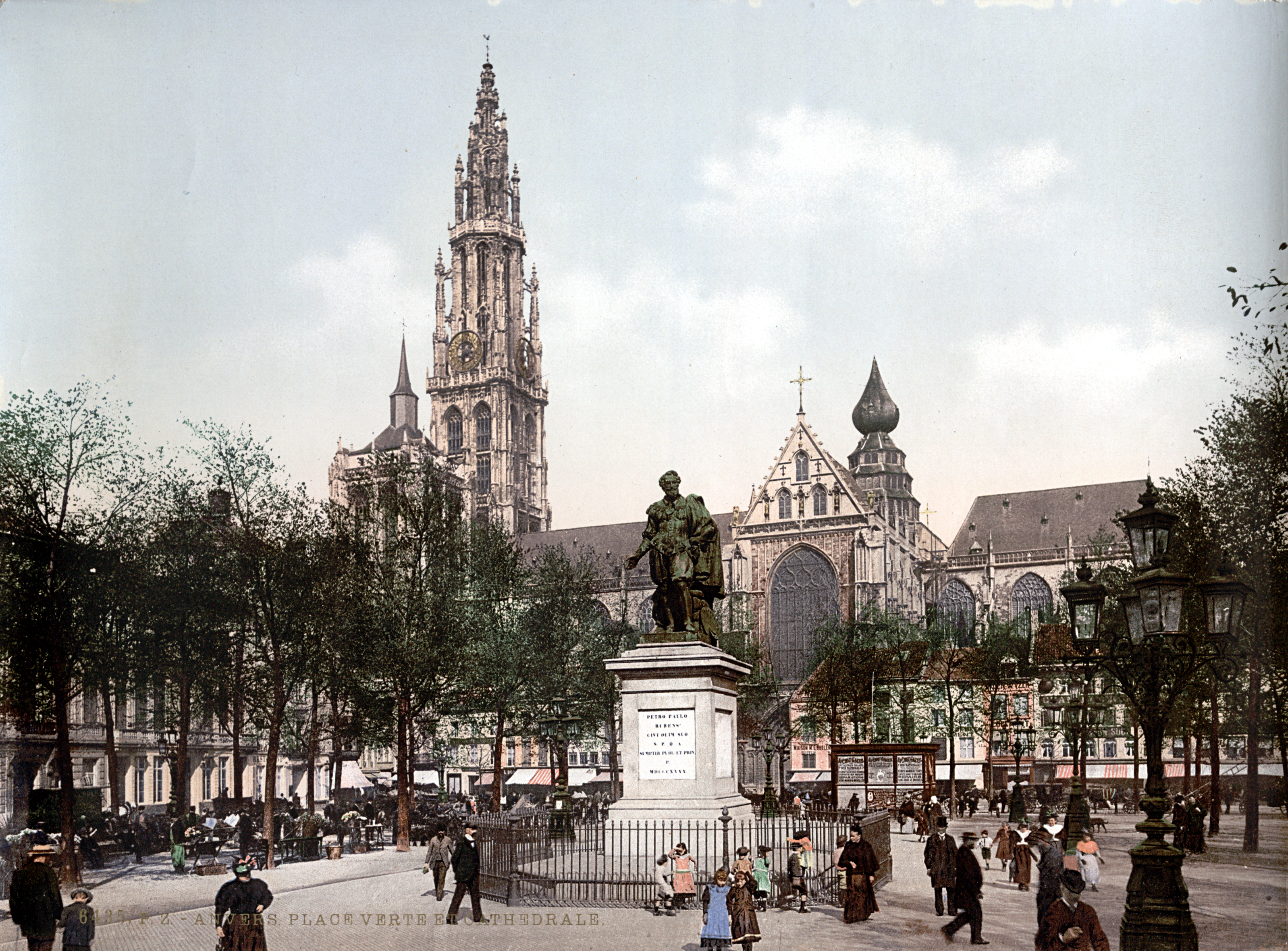
La Groenplaats vers 1890-1900.

En 1795, le cimetière Notre-Dame (Onze-Lieve-Vrouwekerkhof), aussi appelé le Groenkerkhof, est revendiqué par les Français. Quelques années plus tard, en 1799, les murs d'enceinte sont démolis. La construction de la place de l'Égalité débute en 1803. Les maisons situées sur le Schoenmarkt contre le Groenkerkhof sont démolies et trois rangées de tilleuls sont plantées. Inaugurée en 1805 par le préfet du département des Deux-Nèthes, Charles d'Herbouville, elle fut nommée place Bonaparte (Bonaparteplein) en l'honneur de Napoléon (jusqu'en 1815).
C'était l'intention des révolutionnaires français de placer un mémorial en l'honneur de la Liberté au milieu de la place. En 1797, lors des querelles entre l'église et le conseil municipal au sujet de l'expropriation du cimetière, l'édile François Roché est assassiné dans la cathédrale. On décide d'un mémorial en son honneur, mais il n'a jamais été réalisé. En 1843, la statue de Rubens est finalement érigée, près de l'ancien tombeau de l'évêque anversois Charles d'Espinoza et pour remplacer la croix qui se dressait au milieu du cimetière depuis le 1er novembre 1739. Il a été réalisé par le sculpteur anversois Guillaume Geefs (1805-1883).
La Groenplaats se caractérise également par son kiosque pour les événements musicaux. Le kiosque actuel est le troisième. Le deuxième kiosque, le plus impressionnant, a été conçu par l'architecte Émile Thielens et s'est tenu sur la Groenplaats de 1903 à 1960, date à laquelle il a été démoli. Après l'incendie de la Bourse voisine en 1858, une caserne ou un hangar en bois s'est également tenu sur la Groenplaats pendant une décennie qui a servi de bourse de dépannage, jusqu'à la reconstruction de la nouvelle Bourse (entre 1869 et 1872).

### Bâtiments

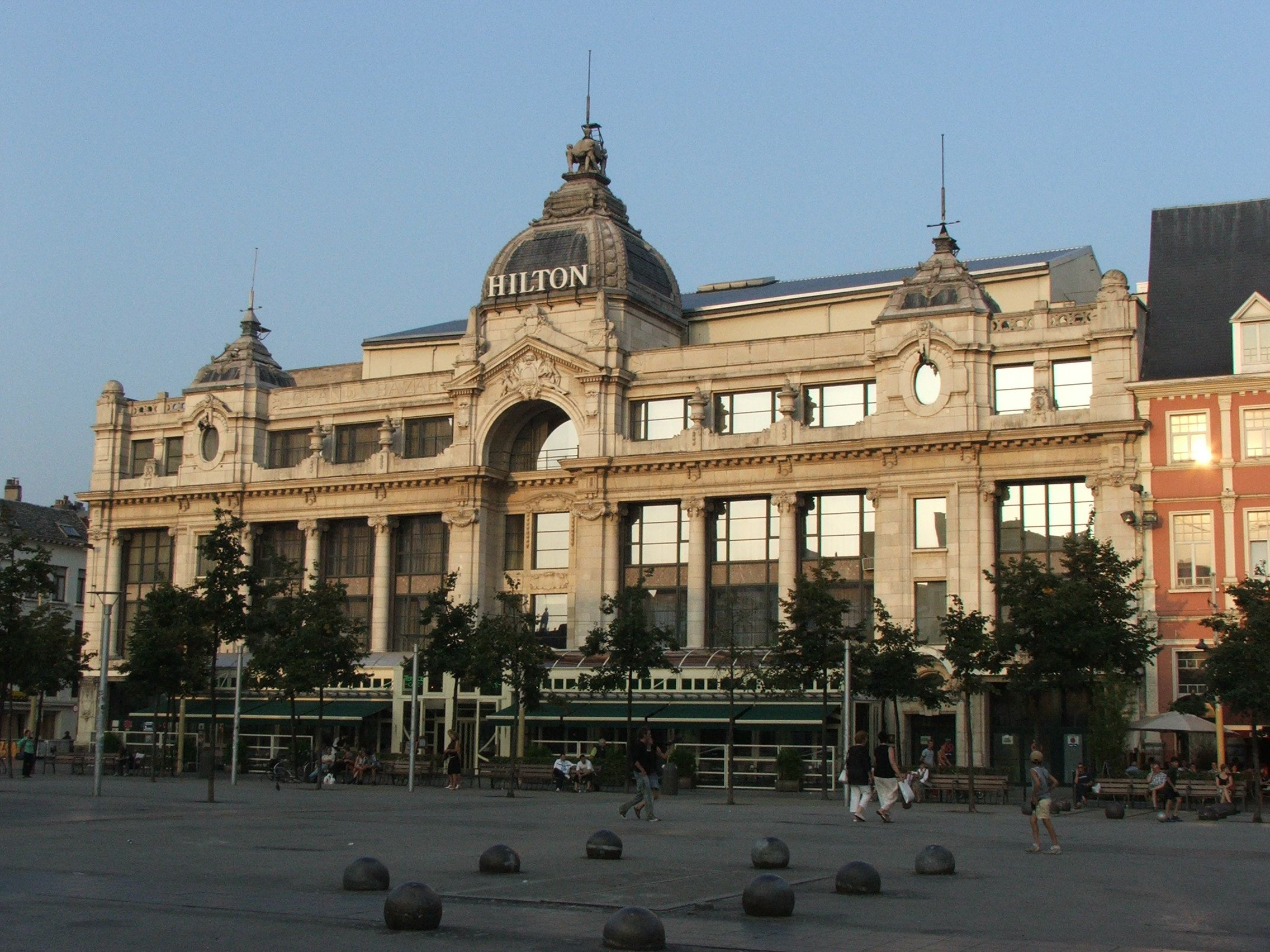
L'hôtel Hilton, anciennement Grand Bazar, sur la Groenplaats.

Entre 1819 et 1877, le Tribunal de Première Instance a été logé dans le bâtiment De Gulden Roos, construit en 1509 au sud du Groenkerkhof et pendant un certain temps au xvie siècle la résidence du maire Philippe de Marnix de Sainte-Aldegonde. Au xviie siècle, l'évêque d'Anvers Ambrosius Capello (en) y établit un collège pastoral. À l'époque napoléonienne, il y avait un bureau de douane. Après le déménagement du tribunal dans le nouveau palais de justice sur la Leien, le bâtiment a été reconstruit dans un style néoclassique en 1878 et utilisé par la poste. Jusqu'à récemment, le siège social était situé dans ce bâtiment de la poste, mais en raison des problèmes de circulation dans le centre-ville, le centre de tri a été déplacé à proximité de la gare de Berchem.
Dans le bâtiment où se trouve l'actuel hôtel Hilton, le Français Adolphe Kileman a ouvert son grand magasin le Grand Bazar du Bon Marché en 1885. Le Grand Café de l'univers et le Café de la Poste étaient autrefois situés à cet endroit. Un supermarché a été ajouté en 1959, après le premier dans le quartier de Luchtbal (nl), le deuxième supermarché de Belgique.

### Circulation
Après l'indépendance et à la suite de l'ouverture de la première ligne ferroviaire Bruxelles-Anvers, des autocars de location privés sont apparus pour transporter les voyageurs des trains vers et depuis la gare. Ils ont été autorisés en 1839 et ont également quitté la Groenplaats. La première Amerikaanse IJzeren Weg, comme on appelait le tramway hippomobile, emmenait les voyageurs de Groenplaats à la Wilrijkse Poort à partir de 1873. Depuis lors, la Groenplaats a toujours été une gare importante pour les transports publics à Anvers. En 1975, la première ligne de prémétro d'Anvers est ouverte entre Groenplaats et la gare centrale.